# Musikjahr 1543
Liste der Musikjahre

◄◄ | ◄ | 1539 | 1540 | 1541 | 1542 | Musikjahr 1543 | 1544 | 1545 | 1546 | 1547 | ► | ►►

Weitere Ereignisse
Dieser Artikel behandelt das Musikjahr 1543.

## Ereignisse
- Martin Agricola ist Kantor in Magdeburg.
- Benedictus Appenzeller ist seit 1536 Sänger am habsburgischen Hof der Regentin Maria von Ungarn in Brüssel und seit 1537 Leiter der Chorknaben (maître des enfants).
- Jakob Arcadelt ist seit 30. Dezember 1540 Sänger der Capella Sistina in Rom, wo er (mit Unterbrechungen) bis Juni 1551 bleibt.
- Pietro Aron ist Mönch in einem Kreuzherrenkloster bei Bergamo.
- Pierre Attaingnant, der um 1527/1528 eine Variante des Notendrucks erfunden hat, die das Drucken in einem Arbeitsgang erlaubt, veröffentlicht von 1528 bis 1552 mehr als 50 Chansonsammlungen und einige „Tanzbücher“.
- Antoine Barbé hat – nach den Akten der Kathedrale von Antwerpen – von 1527 bis 1562 die Stelle des Kapellmeisters inne.
- Leonardo Barré, ein Schüler von Adrian Willaert in Venedig, ist seit 1537 Sänger der päpstlichen Kapelle in Rom. Diese Anstellung behält er bis 1555.
- Eustorg de Beaulieu, der an der Akademie von Lausanne Theologie studiert und 1540 vor dem Konsistorium seine Prüfung abgelegt hat, ist Pfarrer in Thierrens und Moudon im Kanton Waadt.
- Arnold von Bruck ist seit der zweiten Jahreshälfte 1527 in Wien Kapellmeister des österreichischen Regenten Erzherzog Ferdinand (dem späteren König und Kaiser Ferdinand I.) und zwar als Nachfolger von Heinrich Finck. Diese Stellung behält er über 18 Jahre. Die Wiener Hofkapelle gilt als herausgehobene Institution in der österreichisch-habsburgischen Musikwelt, und als Leiter dieser Kapelle genießt Arnold von Bruck ein besonderes Ansehen. 1543 erhält von Bruck an der Trinitätskapelle des Linzer Doms die hochangesehene und bestdotierte Dreifaltigkeitspfründe (Beneficium Sanctae Trinitatis).
- Joan Brudieu ist Kapellmeister der Kathedrale von La Seu d’Urgell. Diese Position behält er – mit Unterbrechungen – bis kurz vor seinem Tode 1591.
- Jakob Buus ist seit dem 15. Juli 1541 Organist der 2. Orgel des Markusdoms in Venedig. Verschiedene Belege aus seiner venezianischen Zeit deuten darauf hin, dass der Komponist hier nicht sorgenfrei gelebt hat, insbesondere wegen des relativ geringen Gehalts von jährlich 80 Dukaten. Als Unterstützung für seine Familie erhält er im April 1543 eine einmalige Zuwendung von 20 Dukaten. 1543 erscheint sein erster eigener Band mit sechsstimmigen Chansons bei dem Verleger Antonio Gardano in Venedig.
- Cornelius Canis ist seit Juni 1542 Nachfolger von Thomas Crécquillon als Hofkapellmeister der Grande Chapelle von Kaiser Karl V. in Madrid. Dem wachsenden Ruf von Canis als Komponist folgen prominente Veröffentlichungen seiner Werke. Nach dem Besuch der kaiserlichen Kapelle in Italien 1543 veröffentlicht der Verleger Antonio Gardano seine Motette „Ave sanctissima Maria“.
- Pierre Certon wirkt seit 1529 in Paris an Notre-Dame und ist hier seit 1542 Leiter des Knabenchores.
- Francesco Corteccia steht seit dem Jahr 1539 im Dienst der Familie de’ Medici und bekleidet die Stelle des Kapellmeisters am Hofe des Herzogs Cosimo I.
- Thomas Crécquillon, der seit dem Jahr 1540 Kontakte zum Hof von Kaiser Karl V. hat, wird im Dezember 1540 in einer Pfründenliste drei Mal als „maistre de la chapelle“ aufgeführt. Die Hofkapelle begleitet den Kaiser auf dessen Reisen, weshalb Aufenthalte des Komponisten in Spanien zwischen November 1541 und Mai 1543 wahrscheinlich sind. Crécquillons Cantus-firmus-Messe „Kain [Adler] in der Welt“ wird höchstwahrscheinlich anlässlich der Hochzeit von Philipp II. mit Maria von Portugal im Jahr 1543 geschrieben und verwendet im Tenor ein Lied von Jobst von Brandt.
- Wolfgang Dachstein ist seit 1541 Organist am Straßburger Münster und zugleich Musiklehrer am dortigen Gymnasium. Er fügt sich dem Augsburger Interim und bleibt dadurch in seinem Amt.
- Ghiselin Danckerts ist seit 1538 Sänger der päpstlichen Kapelle in Rom. Er wird dieses Amt bis 1565 ausüben.
- Sixt Dietrich, der ab dem 21. Dezember 1540 an die Universität Wittenberg Vorlesungen über Musik an der philosophischen Fakultät gehalten hat, lebt seit Mitte 1541 wieder in Konstanz.
- Nicolao Dorati wirkt seit 1543 in der Stadtkapelle von Lucca, zunächst als Posaunist und ab 1557 für über zwanzig Jahre als Kapellmeister.
- Benedictus Ducis ist seit 1535 evangelischer Pfarrer in Schalkstetten. Er übt dieses Amt bis zu seinem Tod 1544 aus.
- Wolfgang Figulus besucht vermutlich seit 1540 und bis 1545 die Schule in Frankfurt (Oder).
- Georg Forster ist in Heidelberg der Leibarzt von Pfalzgraf Wolfgang, Herzog von Zweibrücken. Er begleitet ihn 1542/43 auf dem beschwerlichen Feldzug gegen den Herzog von Jülich-Kleve und den französischen König.
- Die von Henry Fresneau überlieferten Kompositionen lassen den Schluss zu, dass er seit 1538 und bis 1554 in Lyon gewirkt hat.
- Antonio Gardano, der seit 1532 in Venedig lebt und hier einen Musikverlag und eine Druckerei gegründet hat, gibt zwischen 1538 und 1569 rund 450 Publikationen, vor allem Madrigale und geistliche Musik heraus. Von den noch 388 erhaltenen Drucken sind nur zwei nicht musikalischen Inhalts.
- Nikolaus Herman ist Kantor und Lehrer an der Lateinschule in St. Joachimsthal. Hier arbeitet er unter anderem mit Johannes Mathesius zusammen, der dort ab 1532 als Rektor der Schule und ab 1540 als Pfarrer amtiert.
- Gheerkin de Hondt ist seit dem 31. Dezember 1539 Singmeister der Marienbruderschaft (Illustre Lieve Vrouwe Broederschap) in ’s-Hertogenbosch.
- Clément Janequin ist seit 1534 Kapellmeister der Kathedrale von Angers.
- Erasmus Lapicida, der um das Jahr 1521 vom Habsburger Erzherzog Ferdinand I. (Regierungszeit als Erzherzog 1521–1531) am Schottenkloster in Wien eine Präbende verliehen bekam, lebt dort die 26 restlichen Jahre seines Lebens.
- Jacotin Le Bel ist Mitglied der Hofkapelle des französischen Königs Franz I.
- Francesco Londariti wählt, wie sein Vater Nikolaos, die Klerikerlaufbahn und arbeitet an dessen Kirche bereits in jungen Jahren von 1537 bis 1544 als Organist. Die Unterstützung seines Vaters, die guten Beziehungen seiner Familie und sein außerordentliches Talent als Musiker ermöglichen, dass er als unehelicher Sohn eines Priesters nicht mit den derzeit üblichen Hindernissen konfrontiert ist und nicht nur zum Priester ordiniert, sondern auch mit dem Titel eines Apostolischen Protonotars und verschiedenen hohen kirchlichen Ämtern versehen wird, die mit einträglichem Grundbesitz und damit einigem Wohlstand verbunden sind.

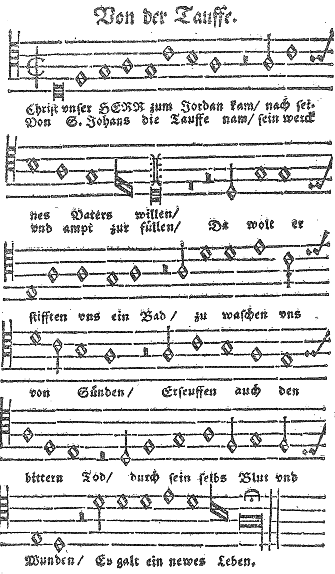
Martin Luter – Christ, unser Herr, zum Jordan kam (Druck von 1577)

- Martin Luther veröffentlicht sein 1541 komponiertes Kirchenlied Christ, unser Herr, zum Jordan kam im Klugschen Gesangbuch, sowie das Weihnachtslied Vom Himmel kam der Engel Schar.
- Jachet de Mantua ist spätestens seit 1535 Magister der Kapellknaben und Kapellmeister an der Kathedrale St. Peter und Paul in Mantua. In Mantua hat er durch seine direkte Unterstellung unter den Kardinal eine Sonderstellung inne. Seine Bekanntheit beruht auch auf zahlreichen Veröffentlichungen seiner Werke, mit der Folge, dass sehr viele zeitgenössische Autoren sich in ihren Schriften mit seinem Wirken auseinandersetzen.
- Francesco Canova da Milano, der seit 1535 in Rom als Lautenist und Violaspieler des Kardinals Ippolito de’ Medici und als Lehrer des Neffen von Papst Paul III., Ottavio Farnese, beschäftigt war, stirbt am 15. April 1543. Er wird von seinem Vater überlebt, der für ihn einen Grabstein in der Kirche Santa Maria della Scala in Mailand errichtet.
- Philippe de Monte ist seit dem Jahr 1540 in Neapel für einige Jahre Musiklehrer (praeceptor musicae) der Kinder des Bankiers Domenico Pinelli aus Genua.
- Cristóbal de Morales ist seit 1535 Sänger der Sixtinischen Kapelle in Rom. Nach seiner Rückkehr von einer Spanienreise 1540/41 häufen sich krankheitsbedingte Ausfälle, da Morales vermutlich an einer schweren Gicht leidet.
- William Mundy wird 1543 Mitglied im Chor der Westminster Abbey.
- Anton Musa ist seit 1536 Pfarrer in Rochlitz, ein Amt, das er acht Jahre lang ausübt.
- Luis de Narváez steht seit den 1520er Jahren im Dienst von Francisco de los Cobos y Molina (1477–1547), Komtur von León und Sekretär von Kaiser Karl V.; er lebt mit großer Wahrscheinlichkeit in Valladolid mit seinem Dienstherrn bis zu dessen Tod 1547.
- Francesco Patavino ist in Treviso als Kapellmeister tätig.
- Nicolas Payen wirkt seit 1540 in der Hofkapelle von Kaiser Karl V. als clerc d’oratoire und chapelain des hautes messes.
- Dominique Phinot, dessen erste Motetten im Jahr 1538 in Venedig und Ferrara erschienen, veröffentlicht neun fünfstimmige Motetten in der Sammlung Mutetarum divinitatis von G. A. Castiglione.
- Matteo Rampollini steht in den Diensten der Medici in Florenz.
- Cipriano de Rore hält sich von 1542 bis 1545 sehr wahrscheinlich in Brescia auf und überwacht bei gelegentlichen Reisen nach Venedig dort vielleicht den Druck seiner Madrigal- und Motettenbücher. In der gleichen Zeit entstehen einige Huldigungs-Kompositionen an geistliche und weltliche prominente Personen, von denen sich der Komponist vielleicht eine Anstellung erwartet.
- Georg Rhau, der sich Ende 1522 in Wittenberg als Drucker niedergelassen hat, betreibt bis zu seinem Tode hier eine Buchdruckerei. Die Musikdrucke Georg Rhaus sind das bedeutendste Zeugnis für die musikalischen Anschauungen und Absichten des Kreises um Martin Luther.
- Jean Richafort tritt im Mai 1543 als Nachfolger von Adriaen Landsheere sein Amt als Singmeister und kapelaan van den ontfanc an der Kirche St. Gilles in Brügge an.
- Pierre Sandrin, der Doyen des Klosterkapitels von Saint-Florent-de-Roye in der Picardie war, ist ab 1543 Doyen in der Chapelle Royale.
- Claudin de Sermisy ist Mitglied der Hofkapelle von König Franz I. von Frankreich. Ab dem Jahr 1533 ist der Komponist als sous-maître über alle Musiker der königlichen Kapelle tätig; die administrative Leitung hat Kardinal François de Tournon, ein enger Vertrauter des Königs. Als sous-maître leitet de Sermisy die Aufführungen der etwa 40 erwachsenen Sänger und sechs Chorknaben, welche die königliche Kapelle während der 1530er und 1540er Jahre besitzt; darüber hinaus ist er für das Wohl der Knaben verantwortlich und hat die Aufsicht über die liturgischen und musikalischen Bücher der Kapelle. Er übt dieses Amt bis etwa 1553 aus und teilt sich den Titel und die Aufgaben 1543–1547 mit Louis Hérault de Servissas.
- John Sheppard wird am Michaelistag 1543, dem 29. September, zum „Informator Choristarum“ am Magdalen College in Oxford ernannt.
- Tielman Susato erhält 1543 in Antwerpen ein dreijähriges Druckerprivileg und eröffnet hier eine Druckerei. In den Jahren zwischen 1543 und 1561 bringt er drei Bände mit Messkompositionen heraus, 19 Motetten- und 22 Chansonbücher, darüber hinaus eine Serie mit elf Bänden Musyck Boexken. Seine Publikationen sind in der Mehrheit Sammelbände mit Werken mehrerer Komponisten. Seit 1531 ist Susato Mitglied der Antwerpener Stadtmusikanten; er spielt die Instrumente Flöte, Blockflöte, Krummhorn, Feldtrompete und Posaune und hat vielleicht auch die abendlichen Andachten der Bruderschaft begleitet.
- Thomas Tallis, der kurze Zeit an der Kathedrale von Canterbury tätig war, wird 1543 zum „Gentleman of the Chapel Royal“ – also zum „Gentleman“ der Königlichen Kapelle ernannt; ein Amt, das er die folgenden vierzig Jahre bekleiden wird.
- Giuliano Tiburtino wird im Kapitel XVI der Abhandlung Lettione seconda pur della prattica di sonare il violone d'arco da tasti von Silvestro Ganassi, als ein fähiger Violonespieler erwähnt. Ganassi lobt vor allem Tiburtinos Fähigkeit, die Oberstimme in einem Madrigal zu singen und gleichzeitig zwei tiefere Stimmen auf dem Instrument zu spielen.
- Christopher Tye, der an der Universität Cambridge studierte und dort und in Oxford im Fach Musik promovierte, ist seit ca. 1543 Master of the Choristers an der Kathedrale von Ely und hat diese Stellung bis 1561 inne.
- Der Vater von Jacobus Vaet, Egidius Vaet, bittet in einer Eingabe an das Kapitel der Liebfrauenkirche in Kortrijk am 17. Februar 1543 darum, seinen 13 Jahre alten Sohn in den Chor aufzunehmen. In den Mitgliederlisten der Kantorei von 1543 bis 1546 wird er als Jacob vandenVaet geführt.
- Luis Venegas de Henestrosa, der spätestens ab 1535 Mitglied der großzügigen Hofhaltung von Kardinal Juan Pardo de Tavera, dem Erzbischof von Toledo (Amtszeit 1534–1545) war, ist darüber hinaus Priester in der Stadt Hontoba bei Toledo, wofür es für das Jahr 1543 einen Beleg gibt.
- Giaches de Wert, der aus Gent stammt, wird 1543 in jungen Jahren von Francesco d’Este nach Italien gebracht, und zwar nach Avellino bei Neapel zum Dienst als Sängerknabe bei Maria di Carona, der Marchesa della Padulla. Dort bleibt er offenbar nicht lange, denn noch im gleichen Jahr wird ein Jaches, falls es sich da um ihn handelt, als „Familienmitglied“ des Grafen von Novellara und Bagnolo, Giulio Cesare Gonzaga, erwähnt; letzterer ist am päpstlichen Hof in Rom tätig.
- Adrian Willaert ist seit dem 12. Dezember 1527 Domkapellmeister zu San Marco in Venedig. Der Komponist behält dieses Amt 35 Jahre lang bis zu seinem Tod; erst durch sein Wirken bekommt diese Stelle ihre in ganz Europa herausragende Bedeutung. Willaert ist der Nachfolger von Petrus de Fossis († vor dem 7. Juli 1526).

## Instrumentalmusik

### Für Orgel
- Girolamo Cavazzoni
  - Canzoni: Noten und Audiodateien im International Music Score Library Project
  - Inni: Noten und Audiodateien im International Music Score Library Project
  - Ricercari per organo: Noten und Audiodateien im International Music Score Library Project

### Für verschiedene Instrumente
- Adrian Willaert – Ricercar 4 Ricercari a tre: Noten und Audiodateien im International Music Score Library Project

## Vokalmusik

### Geistlich
- Anonymous – Musica quinque vocum: Noten und Audiodateien im International Music Score Library Project
- Girolamo Cavazzoni
  - Intavolatura cioè recercari, canzoni, himni, magnificat: Noten und Audiodateien im International Music Score Library Project
    - Ricercar I: Noten und Audiodateien im International Music Score Library Project
    - Ricercar II: Noten und Audiodateien im International Music Score Library Project
    - Ricercar III: Noten und Audiodateien im International Music Score Library Project
    - Ricercar IV
    - Kanzone Canzon sopra 'Il est bel et bon': Noten und Audiodateien im International Music Score Library Project
    - Kanzone Canzon sopra 'Faultre d'argent': Noten und Audiodateien im International Music Score Library Project
    - Christe redemptor omnium
    - Ad coenam agni providi
    - Lucis creator optime
    - Ave maris stella
    - Magnificat primi toni: Noten und Audiodateien im International Music Score Library Project
    - Magnificat octavi toni: Noten und Audiodateien im International Music Score Library Project

  - 12 Himni: Noten und Audiodateien im International Music Score Library Project
    1. Christe redemptor omnium
    2. Ad coenam agni providi
    3. Lucis creator optime
    4. Ave maris stella
    5. Veni creator Spiritus
    6. Exultet cælum laudibus
    7. Pange lingua glosiosi
    8. Iste confessor
    9. Jesu nostra redemptio
    10. Jesu corona virginum
    11. Deus tuorum militum
    12. Hostis Herodes impie
- Andrea Ganassi
  - Pleni sunt coeli: Noten und Audiodateien im International Music Score Library Project
  - Sanctus: Noten und Audiodateien im International Music Score Library Project
- Jhan Gero – Agnus Dei: Noten und Audiodateien im International Music Score Library Project
- Cristóbal de Morales
  - Motette Immutemur habitu: Noten und Audiodateien im International Music Score Library Project
  - Motette Inclina Domine aurem tuam: Noten und Audiodateien im International Music Score Library Project
  - Motette Inter natos mulierum: Noten und Audiodateien im International Music Score Library Project
  - Motette Lamentabatur Jacob: Noten und Audiodateien im International Music Score Library Project
  - Motette Moralis Hispani et multorum: Noten und Audiodateien im International Music Score Library Project
- Johannes Lupi
  - Motette Hodie Christus natus est: Noten und Audiodateien im International Music Score Library Project
  - Motette Quem vidistis pastores dicite: Noten und Audiodateien im International Music Score Library Project
- Jean Mouton
  - Magnificat sexti toni zu vier Stimmen
  - Fecit potentiam aus einem Magnificat quinti toni zu zwei Stimmen
- Dominique Phinot
  - Motette Aspice Domini zu fünf Stimmen
  - Motette Ave virgo gloriosa zu fünf Stimmen
  - Motette Caecus sedebat secus viam zu fünf Stimmen
  - Motette Congregatae sunt gentes zu fünf Stimmen
  - Motette Deus in nomine tuo zu fünf Stimmen
  - Motette Illuxit nobis dies zu fünf Stimmen
  - Motette Non turbetur cor vestrum zu fünf Stimmen
  - Motette Videns dominus flentes zu fünf Stimmen

### Weltlich
- Anonymous – Prenez plaisir: Noten und Audiodateien im International Music Score Library Project
- Jakob Arcadelt
  - Madrigal Dormendo un giorno a baia a l'ombra Amore: Noten und Audiodateien im International Music Score Library Project
  - Madrigal Per folti boschi: Noten und Audiodateien im International Music Score Library Project
- Pierre Attaingnant (Hrsg.) – 30 Chansons nouvelles, Livre 12: Noten und Audiodateien im International Music Score Library Project
- Jakob Buus
  - 1 Chanson zu vier Stimmen im Sammeldruck „Le Parangon des chansons. Dixiesme livre“, Lyon
  - „Il primo libro di canzoni francese a sei voci“, Individualdruck mit 29 Chansons zu sechs Stimmen, Venedig
  - 29 Chansons a 6, Buch 1: Noten und Audiodateien im International Music Score Library Project
- G. A. Castiglione – Mutetarum divinitatis
- Pierre Certon – Chanson Mamie un jour: Noten und Audiodateien im International Music Score Library Project
- Thomas Crecquillon – 12 Chansons à quatre voix: Noten und Audiodateien im International Music Score Library Project
- Costanzo Festa
  - Madrigal Ah che vuoi più cruciar m'amor: Noten und Audiodateien im International Music Score Library Project
  - Madrigal Altro non è'l mi'amor: Noten und Audiodateien im International Music Score Library Project
  - Madrigal Lieto non hebbi: Noten und Audiodateien im International Music Score Library Project
  - Madrigal Madonna, io mi consumo: Noten und Audiodateien im International Music Score Library Project
  - Madrigal Quel dolce foco: Noten und Audiodateien im International Music Score Library Project
  - Madrigal Si come sete bella: Noten und Audiodateien im International Music Score Library Project
  - Madrigal Tanta beltad'è in voi: Noten und Audiodateien im International Music Score Library Project
  - Madrigal Venite amanti insieme: Noten und Audiodateien im International Music Score Library Project
- Jhan Gero – Madrigal O felice pensier, felice giorno: Noten und Audiodateien im International Music Score Library Project
- Nicolas Gombert
  - Chanson Pour parvenir bon pied zu vier Stimmen (auch Thomas Crécquillon zugeschrieben)
  - Chanson Ung jour viendra zu fünf Stimmen
- Jean de Hollande – Chanson On a mal dit: Noten und Audiodateien im International Music Score Library Project
- Clément Janequin
  - Chanson À ce Joly Moys de May: Noten und Audiodateien im International Music Score Library Project
  - Chanson Ce tendron est si doulce chose: Noten und Audiodateien im International Music Score Library Project
  - Chanson En m’en venant de veoir m’amye: Noten und Audiodateien im International Music Score Library Project
  - Chanson J’ay dict, j’ay faict pour sa beaulté: Noten und Audiodateien im International Music Score Library Project
  - Chanson Or veit mon cueur en grand tristesse: Noten und Audiodateien im International Music Score Library Project
  - Chanson Ouvrez moy l’huis: Noten und Audiodateien im International Music Score Library Project
  - Chanson Si de bon cueur j’ayme bien une dame: Noten und Audiodateien im International Music Score Library Project
  - Chanson Ung compaignon joly et en bon poinct: Noten und Audiodateien im International Music Score Library Project
  - Chanson Ung jour que madame dormoit: Noten und Audiodateien im International Music Score Library Project
  - Chanson Ung mari se voulant coucher: Noten und Audiodateien im International Music Score Library Project
- Jean Lecocq
  - Chanson Le bergier et la bergiere zu fünf Stimmen (Gallus)
  - Chanson Sans avoir aultre zu fünf Stimmen (Gallus)
- Nicolas Payen – Chanson Je ne me puis tenir zu vier Stimmen
- Sandrin – Chanson Puisque de vous je n'ai autre visage: Noten und Audiodateien im International Music Score Library Project
- Tielman Susato (Hrsg.)
  - 31 Chansons a quatre parties, Livre 1: Noten und Audiodateien im International Music Score Library Project
    1. Anonymous: Amour se veult
    2. Nicolas Gombert: Pour parvenir
    3. Tielman Susato: Si ton amour
    4. Thomas Crecquillon: Demandez vous: Noten und Audiodateien im International Music Score Library Project
    5. Josquin Baston: Si loyal amour
    6. Anonymous: Prenez plaisir
    7. Cornelius Canis: Par vous seulle
    8. Tielman Susato: Plus ne beuvray
    9. Loyset Piéton: Par faulte dune
    10. Thomas Crecquillon: Des herb ais
    11. Tielman Susato: Langueur hellas
    12. Johannes Lupi: A jamais croy
    13. Johannes Lupi: Reviens vers moy
    14. Johannes Lupi: Plus revenir
    15. Pierre de Rocourt: O cueur ingrate
    16. Thomas Crecquillon: Mort ma prive
    17. Thomas Crecquillon: Plaine dennuy
    18. Nicolas Gombert: Jamais je neuz
    19. Thomas Crecquillon: Voyez le tort: Noten und Audiodateien im International Music Score Library Project
    20. Rogier Pathie: Damours me plains
    21. Tielman Susato: Si tu te plains
    22. Tielman Susato: Dargent me plains
    23. Pierre de Rocourt: Je me contente
    24. Jacobus Clemens non Papa: Je prens en grey
    25. Josquin Baston: Si mon languir
    26. Thomas Crecquillon: Pour ung plaisir: Noten und Audiodateien im International Music Score Library Project
    27. Tielman Susato: Si de present
    28. Tielman Susato: Pour estre ayme
    29. Tielman Susato: Ne luy monstrant
    30. Thomas Crecquillon: Un gay bergier: Noten und Audiodateien im International Music Score Library Project
    31. Jean de Hollande: On a mal dict

  - 26 Chansons musicales et nouvelles à cincq parties: Noten und Audiodateien im International Music Score Library Project
  - Premier, – Dixiesme livre des chancons a quatre parties: Noten und Audiodateien im International Music Score Library Project

- Pierre de Villiers

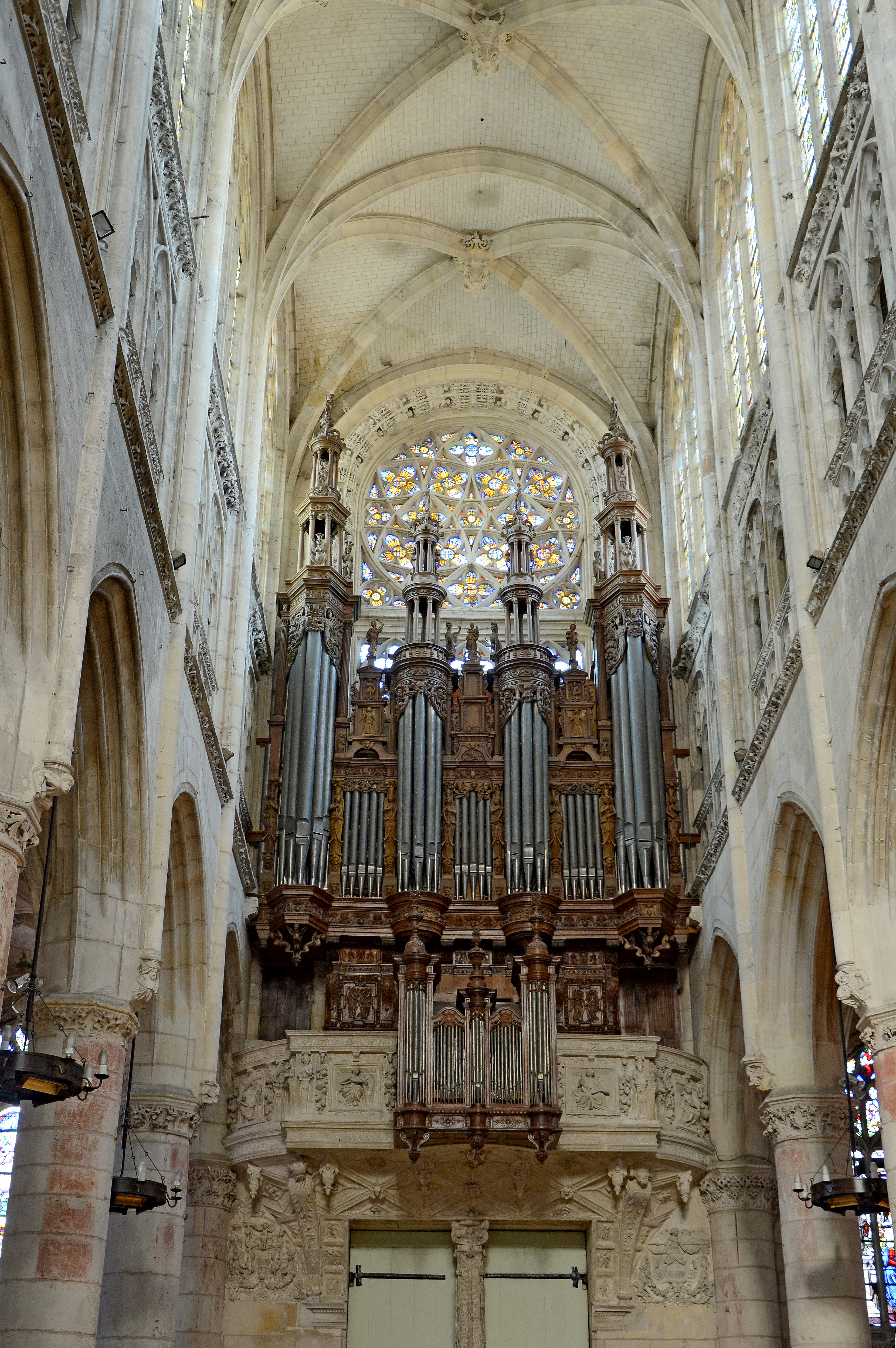
Orgel von Antoine Josseline in Caudebec-en-Caux

  - Chanson Celles couleurs qui t’a pleu me donner: Noten und Audiodateien im International Music Score Library Project
  - Chanson Rien n’est plus cher que ce que l’on desire: Noten und Audiodateien im International Music Score Library Project
  - Chanson Si envieulx et faulx raportz: Noten und Audiodateien im International Music Score Library Project

## Musiktheoretische Schriften
- Martin Agricola – Quaestiones vulgatiores in musicam: Noten und Audiodateien im International Music Score Library Project
- Silvestro Ganassi dal Fontego – Lettione seconda pur della prattica di sonare il violone d’arco da tasti, Venedig: Noten und Audiodateien im International Music Score Library Project
- Sebastian z Felsztyna – Directiones musicae ad cathedralis ecclesia premislensis usum, Krakau

## Instrumentenbau
- Antoine Josseline stellt die Arbeiten an der Orgel für die Kirche Notre-Dame in Caudebec-en-Caux fertig.

## Geboren

### Geburtsdatum gesichert
- 18. Januar (getauft): Alfonso Ferrabosco der Ältere, italienischer Komponist († 1588)

### Geboren vor 1543
- Estienne du Tertre, französischer Komponist († nach 1567)

### Geboren um 1543
- William Byrd, englischer Komponist und Organist († 1623)
- Giovanni Maria Nanino, italienischer Komponist, Kapellmeister, päpstlicher Kapellsänger, Gesangs- und Kompositionslehrer († 1607)

## Gestorben

### Todesdatum gesichert
- 15. April: Francesco Canova da Milano, italienischer Komponist und Lautenist (* 1497)

### Genaues Todesdatum unbekannt
- Ludwig Senfl, Schweizer Komponist, Sänger, Schreiber und Herausgeber (* um 1490)